# رصدخانه اخترشناسی کاپودی‌مانته
رصدخانهٔ اخترشناسی کاپودی‌مانته (به ایتالیایی: Osservatorio Astronomico di Capodimonte)،
یکی از رصدخانه‌های اخترشناسی ایتالیاست که توسط انستیتوی ملی اخترفیزیک ایتالیا؛ (آی‌ان‌آاف INAF) اداره می‌شود. این رصدخانه در ناپل ایتالیا، بر روی تپهٔ کاپیتولین قرار گرفته‌است. رصدخانهٔ کاپودی‌مانته در زمینه‌های اخترشناسی رادیویی و اختر فیزیک، با دانشگاه‌ها و دیگر موسسه‌های دولتی و خصوصی، ملی و بین‌المللی همکاری دارد.
بنای این رصدخانه با صدور یک منشور سلطنتی ژواکیم مورات شاه ناپل در ۱۸۱۲ آغاز شد و کارهای راه‌اندازی آن تا ۱۸۱۹ ادامه داشت.

## پیوند یه بیرون
- Observatory home page